# Torom-do-imeri
Torom-do-imeri (nome científico: Hylopezus dilutus) é uma espécie de ave pertencente à família Grallariidae e que ocorre no Brasil.
Seu nome popular em língua inglesa é "Zimmer's Antpitta".